# 玉山灰木
玉山灰木（学名：Symplocos morrisonicola），俗稱竹山灰木、臺灣山礬，为灰木科灰木属下的一个种。

## 扩展阅读
- 維基物種上的相關：玉山灰木

1. ↑  呂福遠; 歐辰雄; 呂金誠 (编). . 臺灣樹木  解說（二）. 行政院農業委員會: p188. 1997  [2018-05-16]. （原始内容存档于2018-07-29）.